# جوستين ديفيس
جوستين ديفيس (30 نوفمبر 1971 في نيوزيلندا - ) (بالإنجليزية: Heath Davis)‏ هو لاعب كريكت نيوزلندي. شارك مع منتخب نيوزيلندا الوطني للكريكت.

## وصلات خارجية
- جوستين ديفيس على موقع إي آس بي آن كريك إنفو (الإنجليزية)